# Massimiliano Papis
Massimiliano „Max“ Papis (* 3. Oktober 1969 in Como) ist ein ehemaliger italienischer Automobilrennfahrer, der in den unterschiedlichsten Rennserien am Start war. Er fuhr in der Formel 1 und in der Champ-Car-World-Series, und zuletzt in der ALMS und in der NASCAR-Serie.

## Formel 1
Max Papis kam 1995 in die Formel 1, als er bei Footwork-Arrows für sieben Rennen den eigentlichen Stammfahrer Gianni Morbidelli ersetzte. Papis brachte viel Sponsorgeld mit, das das chronisch schlecht finanzierte Team dringend benötigte.
Papis, der in der Formel 3000 einige Siege einfahren konnte, kam mit dem unhandlichen Wagen allerdings nur schlecht zurecht und hatte in der Qualifikation gegen seinen viel geschmähten Teamkollegen Taki Inoue einige Male das Nachsehen. Dazu kam, dass er in den Rennen glücklos blieb. Bei seinem Debüt beim Großen Preis von Großbritannien in Silverstone schied er nach einem Bruch der Aufhängung, ausgelöst durch einen Reifenschaden, aus. Auch in Hockenheim beim Großen Preis von Deutschland schied er bereits in der Anfangsphase nach einem Getriebeschaden erneut durch Unfall aus.
Einem möglichen WM-Punkt kam er beim Großen Preis von Italien in Monza am nächsten. Dabei begann das Rennen für ihn denkbar ungünstig. Der Polesetter David Coulthard geriet noch in der Einführungsrunde mit seinem Williams-Renault in der Ascari-Schikane ins Kiesbett. Papis drehte sich auf dem auf die Straße geworfenen Sand ebenfalls und löste eine Kollision von drei Fahrzeugen aus. Das Rennen wurde abgebrochen und mit einer weiteren Einführungsrunde neu gestartet. Papis lag bis eine Runde vor Schluss an der sechsten Stelle, musste aber knapp vor dem Ziel den Sauber-Piloten Jean-Christophe Boullion passieren lassen und verlor so einen sicher geglaubten WM-Punkt. Nach dem Großen Preis von Europa war das Sponsorgeld aufgebraucht und Papis musste das Cockpit für Morbidelli wieder räumen, der mit dem Arrows beim Saisonabschluss in Australien prompt auf Rang drei fuhr.

## Champ-Car
Ab der Saison 1996 fuhr Papis einige Jahre erfolgreich in der Champ-Car-World-Series. Die Tür zur Serie öffnete sich Mitte der Saison, als er den in Toronto tödlich verunglückten Jeff Krosnoff ersetzte. Die Erfolge stellten sich ab 1999 ein. Der Wechsel ins Team von Bobby Rahal brachte die ersten Siege und einen fünften Gesamtrang in der Meisterschaft. 2000 gewann er zwar das erste Rennen, konnte sich im weiteren Verlauf des Jahres aber kaum mehr platzieren und ein Top-Ten-Rang in der Meisterschaft blieb unerreicht. Trotz zweier Siege 2001 musste Papis das Rahal-Team Ende des Jahres nach zwei unnötigen Kollisionen mit seinem Teamkollegen Kenny Bräck wieder verlassen.
Papis begann sich 2001 verstärkt in der Sportwagenszene zu engagieren. Seine Auftritte bei den Champ-Cars wurden seltener. Als 2003 die meisten großen Teams zur Konkurrenzserie Indy Racing League wechselten, kehrte er den Champ-Cars mit den Worten „Die Serie braucht mich mehr als ich sie“ komplett den Rücken. Papis fuhr 2002 und 2006 für das Team von Eddie Cheever die 500 Meilen von Indianapolis und feierte 2006 beim Rennen in Watkins Glen sein Debüt in der Busch Series der NASCAR.

## Corvette Racing
Seit dem Jahr 2004 fährt Papis für Corvette Racing die Corvette C5-R bzw. C6.R. Seitdem bestreitet er in jedem Jahr das 12-Stunden-Rennen von Sebring, die 24 Stunden von Le Mans und das Petit Le Mans. Seine Partner waren abwechselnd Oliver Gavin, Olivier Beretta, Johnny O’Connell und Ron Fellows. Die größten Erfolge waren dabei zwei Klassensiege in Sebring (2004, 2007), sowie einer in Road Atlanta 2007.

## Mad Max
Seit den 24 Stunden von Daytona 1996 nennen ihn die US-amerikanischen Rennfans „Mad Max“. Papis fuhr dort einen Ferrari 333SP und vor seinem letzten Stint lag der Wagen zwar an der zweiten Stelle, war aber nach einem Unfall schwer angeschlagen. Die Karosserie wurde mehr oder weniger nur noch durch Klebeband zusammengehalten. Dennoch lieferte Papis eine Vorstellung der Spitzenklasse. Erst rundete er sich zurück (in Führung lag ein Riley & Scott-Oldsmobile, gefahren von Wayne Taylor), dann reduzierte er seinen Rückstand durch eine Reihe von Rekordrunden auf wenige Sekunden. Taylor schleppte seinen Prototyp, der an einem überhitzten Motor litt, nur mehr langsam um den Kurs. Was Taylor, der nun auch am Limit fuhr, schlussendlich rettete, war der enorme Benzinverbrauch des Ferrari, ausgelöst durch die Rekordrunden von Papis. Als Papis wenige Runden vor Schluss noch einmal zum Tanken kam, erlebte das Rennen eines seiner erstaunlichsten Ereignisse. Papis raste mit vollem Speed – gemessen wurden 320 km/h – durch die Boxengasse (ein Geschwindigkeitslimit wurde erst ein Jahr später eingeführt), um sich Sprit zu holen. Er verlor das Rennen mit knapp einer Minute Rückstand auf Taylor, sein bravouröser Auftritt brachte ihm aber den Spitznamen Mad Max ein.

## Statistik

### Statistik in der Formel-1-Weltmeisterschaft

#### Gesamtübersicht
| Saison | Team          | Chassis       | Motor       | Rennen | Siege | Zweiter | Dritter | Poles | schn. Rennrunden | Punkte | WM-Pos. |
| ------ | ------------- | ------------- | ----------- | ------ | ----- | ------- | ------- | ----- | ---------------- | ------ | ------- |
| 1995   | Footwork Hart | Footwork FA16 | Hart 3.0 V8 | 7      | –     | –       | –       | –     | –                | –      | 22.     |
| Gesamt | Gesamt        | Gesamt        | Gesamt      | 7      | –     | –       | –       | –     | –                | –      |         |

#### Einzelergebnisse
| Saison | 1 | 2 | 3 | 4 | 5 | 6 | 7   | 8   | 9   | 10  | 11 | 12  | 13 | 14 | 15 | 16 | 17 |
| ------ | - | - | - | - | - | - | --- | --- | --- | --- | -- | --- | -- | -- | -- | -- | -- |
| 1995   |   |   |   |   |   |   |     |     |     |     |    |     |    |    |    |    |    |
|        |   |   |   |   |   |   | DNF | DNF | DNF | DNF | 7  | DNF | 12 |    |    |    |    |

| Legende  | Legende            | Legende                                                          |
| Farbe    | Abkürzung          | Bedeutung                                                        |
| -------- | ------------------ | ---------------------------------------------------------------- |
| Gold     | –                  | Sieg                                                             |
| Silber   | –                  | 2. Platz                                                         |
| Bronze   | –                  | 3. Platz                                                         |
| Grün     | –                  | Platzierung in den Punkten                                       |
| Blau     | –                  | Klassifiziert außerhalb der Punkteränge                          |
| Violett  | DNF                | Rennen nicht beendet (did not finish)                            |
| Violett  | NC                 | nicht klassifiziert (not classified)                             |
| Rot      | DNQ                | nicht qualifiziert (did not qualify)                             |
| Rot      | DNPQ               | in Vorqualifikation gescheitert (did not pre-qualify)            |
| Schwarz  | DSQ                | disqualifiziert (disqualified)                                   |
| Weiß     | DNS                | nicht am Start (did not start)                                   |
| Weiß     | WD                 | zurückgezogen (withdrawn)                                        |
| Hellblau | PO                 | nur am Training teilgenommen (practiced only)                    |
| Hellblau | TD                 | Freitags-Testfahrer (test driver)                                |
| ohne     | DNP                | nicht am Training teilgenommen (did not practice)                |
| ohne     | INJ                | verletzt oder krank (injured)                                    |
| ohne     | EX                 | ausgeschlossen (excluded)                                        |
| ohne     | DNA                | nicht erschienen (did not arrive)                                |
| ohne     | C                  | Rennen abgesagt (cancelled)                                      |
| ohne     | keine WM-Teilnahme |                                                                  |
| sonstige | P/fett             | Pole-Position                                                    |
| sonstige | 1/2/3/4/5/6/7/8    | Punktplatzierung im Sprint-/Qualifikationsrennen                 |
| sonstige | SR/kursiv          | Schnellste Rennrunde                                             |
| sonstige | *                  | nicht im Ziel, aufgrund der zurückgelegten Distanz aber gewertet |
| sonstige | ()                 | Streichresultate                                                 |
| sonstige | unterstrichen      | Führender in der Gesamtwertung                                   |

### Le-Mans-Ergebnisse
| Jahr | Team                | Fahrzeug                | Teamkollege       | Teamkollege      | Platzierung | Ausfallgrund     |
| ---- | ------------------- | ----------------------- | ----------------- | ---------------- | ----------- | ---------------- |
| 1997 | Moretti Racing Inc. | Ferrari 333SP           | Giampiero Moretti | Didier Theys     | Rang 6      |                  |
| 2003 | Team Panoz          | Panoz LMP-1             | Gunnar Jeannette  | Olivier Beretta  | Rang 5      |                  |
| 2004 | Corvette Racing     | Chevrolet Corvette C5-R | Ron Fellows       | Johnny O’Connell | Rang 8      |                  |
| 2005 | Corvette Racing     | Chevrolet Corvette C6.R | Ron Fellows       | Johnny O’Connell | Rang 6      |                  |
| 2006 | Corvette Racing     | Chevrolet Corvette C6.R | Ron Fellows       | Johnny O’Connell | Rang 12     |                  |
| 2007 | Corvette Racing     | Chevrolet Corvette C6.R | Oliver Gavin      | Olivier Beretta  | Ausfall     | Kraftübertragung |
| 2008 | Corvette Racing     | Chevrolet Corvette C6.R | Oliver Gavin      | Olivier Beretta  | Rang 15     |                  |

### Sebring-Ergebnisse
| Jahr | Team                  | Fahrzeug                | Teamkollege       | Teamkollege      | Platzierung            | Ausfallgrund |
| ---- | --------------------- | ----------------------- | ----------------- | ---------------- | ---------------------- | ------------ |
| 1996 | Momo Corse            | Ferrari 333SP           | Giampiero Moretti | Didier Theys     | Rang 3                 |              |
| 2003 | JML                   | Panoz LMP01             | Olivier Beretta   | Gunnar Jeannette | Rang 5                 |              |
| 2004 | Corvette Racing       | Chevrolet Corvette C5-R | Ron Fellows       | Johnny O’Connell | Rang 4 und Klassensieg |              |
| 2005 | Corvette Racing       | Chevrolet Corvette C6.R | Ron Fellows       | Johnny O’Connell | Rang 5                 |              |
| 2006 | Corvette Racing       | Chevrolet Corvette C6.R | Ron Fellows       | Johnny O’Connell | Rang 7                 |              |
| 2007 | Corvette Racing       | Chevrolet Corvette C6.R | Olivier Beretta   | Oliver Gavin     | Rang 7 und Klassensieg |              |
| 2008 | Corvette Racing       | Chevrolet Corvette C6.R | Olivier Beretta   | Oliver Gavin     | Rang 10                |              |
| 2015 | Action Express Racing | Chevrolet Corvette DP   | Eric Curran       | Dane Cameron     | Rang 5                 |              |